# Otto von Boehn
Otto Ernst Leo von Boehn (* 15. August 1874 in Fraustadt, Provinz Posen; † 7. Juni 1957 in Celle) war ein deutscher Gärtner und Heimatforscher.
Er war als königlich preußischer Hofgärtner und später als Garteninspektor der Garten- und Schlösserverwaltung für den Garten von Schloss Celle verantwortlich, stammte aus der pommerschen Uradelsfamilie Boehn. Um 1920 legte er den Rosengarten im Französischen Garten in Celle an, der 1996 erneuert wurde. Nach seiner Pensionierung war er von 1935 bis 1952 als Leiter des Stadtarchivs Celle tätig. Im Mai 1956 erhielt er das Bundesverdienstkreuz Erster Klasse.
Nach ihm ist die Otto-von-Boehn-Straße in Celle benannt.

## Veröffentlichungen (Auswahl)
- Das Schloss zu Celle. Schulzesche Buchhandlung, Celle 1927.
- Die Stadtkirche in Celle. Schulzesche Buchhandlung, Celle 1927.
- Das Celler Herzogschloss. Stadt Celle, Celle 1936.
- Adam Liquier Beaumont und Hans Winter. Zwei Bildhauer des ausgehenden 16. Jahrhunderts. Schünemann, Bremen 1952.
- Das Celler Rathaus. Ein Führer durch die bau-u. kulturgeschichtliche Entwicklung. Schweiger & Pick, Celle 1954.
- Anna von Nassau, Herzogin von Braunschweig-Lüneburg. Hildesheim, 1957